# Smoky River No 130
Smoky River No 130 est un district municipal de la province de l'Alberta, au Canada. C'est un district majoritairement francophone peuplé aux deux-tiers par les Franco-albertains.

## Présentation
Le district municipal Smoky River No 130 fait partie de la Division No 19 de l'Alberta. Le district porte le nom de la rivière Smoky qui le traverse et qui est un affluent de la Rivière de la Paix.
Le district municipal de Smoky River fait partie de la région naturelle de la Rivière de la Paix.

## Démographie
La population oscille à chaque recensement. 
| 1996  | 2001  | 2006  | 2011  | 2016  |
| ----- | ----- | ----- | ----- | ----- |
| 2 491 | 2 405 | 2 442 | 2 126 | 2 023 |

## Communautés
Le district de Somky River englobe plusieurs communautés urbaines 
Villes
- Falher
- McLennan

Villages
- Donnelly
- Girouxville

Hameaux
- Guy
- Jean Cote

## Patrimoine
Smoky River, ne comprend qu'un seul bâtiment désigné ressource historique provinciale, soit la mission Saint-Jean-Baptiste de Falher, qui a été désigné en 2012. Construite en 1912, la mission a été la première église catholique de la région et a servi de point de rencontre la colonie canadienne-française naissante.